# TjekDet
TjekDet er et uafhængigt dansk netmedie, der har til formål at faktatjekke påstande i den offentlige debat og dermed hjælpe mediebrugere med at gennemskue falske nyheder og misinformation på nettet. Mediet blev oprettet af medievirksomheden Mandag Morgen i 2016, men har siden 2020 været et selvejende organ.
TjekDet faktatjekker udsagn fra politikere, virksomheder, organisationer og medier. Det har bl.a. gendrevet en række påstande på de sociale medier under coronaviruspandemien i 2020-2021 og under Israel-Hamaskrigen 2023.
Mediet har desuden samlet og offentliggjort dels en vidensbank målrettet undervisere og uddannelsesinstitutioner med undervisningsmaterialer og dels en vidensbank med forskning om desinformation og misinformation i den offentlige debat på nettet.
TjekDet er medlem af det internationale netværk af anerkendte faktatjekinstitutioner International Fact-Checking Network (IFCN).

## Historie
Mediet blev grundlagt af Mandag Morgen i 2016 og var ejet af Mandag Morgen ApS indtil juli 2020. På det tidspunkt overgik ejerskabet til en nyoprettet selvstændig non-profit-forening med navnet "Foreningen TjekDet - National portal for bekæmpelse af fake news", som fortsat ejer det i dag.
I 2018 indgik TjekDet en aftale med Facebook, hvorefter mediet er udpeget til såkaldt tredjepartsfaktatjekker i Danmark, dvs. at mediet har til opgave at verificere sagen, når Facebooks brugere angiver, at et opslag eller en historie på Facebook er falsk eller misvisende. Facebook har lignende partnerskaber med en række øvrige faktatjekker-organisationer i andre lande.

## Organisation
Lisbeth Knudsen, strategidirektør hos Altinget.dk og Mandag Morgen er formand for foreningens bestyrelse, og TjekDets chefredaktør er journalist Thomas Hedin. Bestyrelsesmedlemmerne er i øvrigt sammensat af personer, der på forskellig vis arbejder med des- og misinformation. I december 2023 var der således udover formanden bestyrelsesmedlemmer fra Rådet for Digital Sikkerhed, Center for Journalistik (Syddansk Universitet), Danmarks Medie- og Journalisthøjskole samt Foreningen af Lærere i Samfundsfag i gymnasiet.
Økonomisk er mediet frit tilgængeligt uden abonnement og desuden annoncefrit. Det har indtægter fra forskellige projekter med medievirksomheder som Facebook og Google og også fra deltagelse i forskningsprojekter. Det modtager desuden offentlig støtte på forskellig vis, således 5,9 mio. kr. i projektstøtte i Folketingets medieaftale fra 2023. Mediet tjener desuden penge på foredrags- og undervisningsvirksomhed.